# Dee (Nordsee)
Der Dee, schottisch-gälisch Uisge Dè, ist ein Fluss im Nordosten Schottlands. Er entspringt auf dem Hochplateau des dritthöchsten schottischen Berges, des Braeriach in den Cairngorm Mountains, und mündet nach 145 km bei Aberdeen in die Nordsee. Die Quellhöhe von rund 1220 m gilt als die höchste aller großen Flüsse auf den britischen Inseln. Sein Name ist in römischen Quellen als de(v)a („Göttin“) angegeben und deutet auf die Verehrung des Flusses als Gottheit durch die keltische Urbevölkerung hin.

## Beschreibung
Der Fluss bildet mehrere Wasserfälle (unter anderem die Falls of Dee ein kurzes Stück abwärts der Quelle und die Stromschnellen Linn of Dee nahe der Ortschaft Inverey) und ist nur auf einer kurzen Strecke im Hafen von Aberdeen schiffbar. Hier stellt der Fluss die verbreiterte und vertiefte Hafeneinfahrt dar, ebenso wird er als eines von insgesamt drei Hafenbecken genutzt. Westlich der Queen Elizabeth Bridge können bereits keine größeren Schiffe oder Boote mehr fahren.
Der obere Teil des Tals des Dee wird auch als „Royal Deeside“ bezeichnet. Das zwischen Braemar und Ballater gelegene Balmoral Castle ist seit der Zeit Königin Victorias die schottische Sommerresidenz der britischen Königsfamilie.

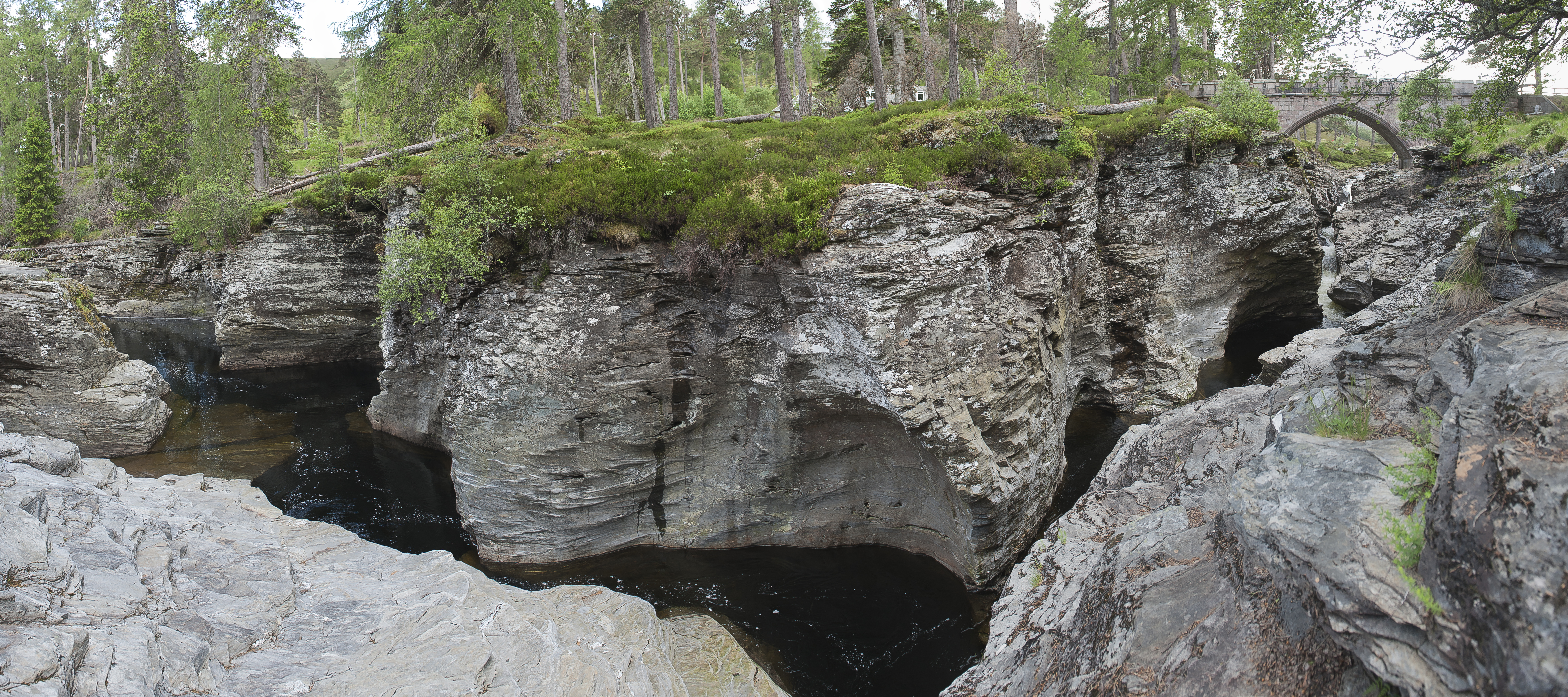
Der Linn of Dee
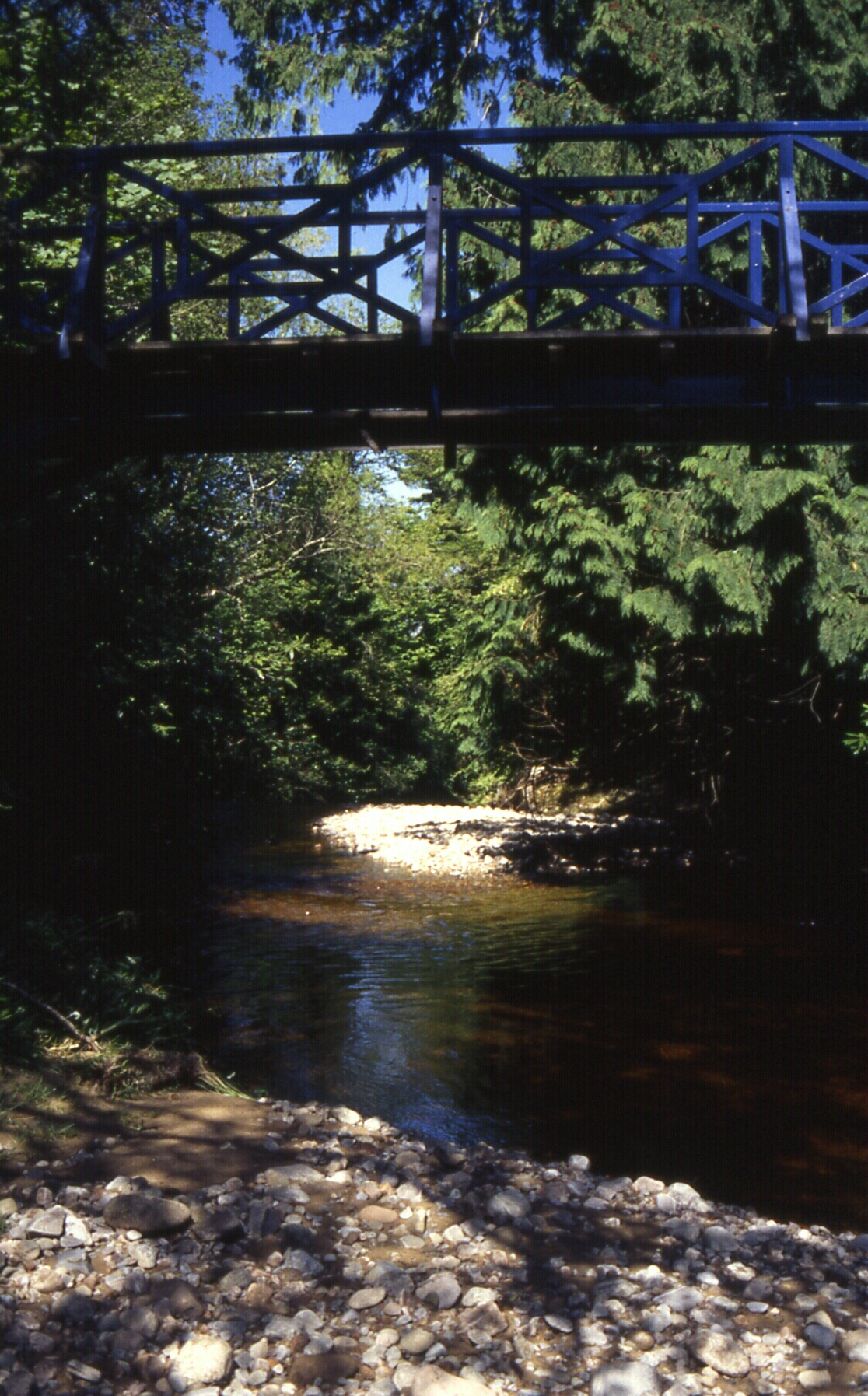
Der Dee bei Balmoral Castle

## Umgebung
Zu beiden Seiten des Dee finden sich über 50 Steinkreise des insbesondere hier vertretenen Typs Recumbent Stone Circle.